# Sephisa leechi
Sephisa leechi är en fjärilsart som beskrevs av Charles Oberthür 1912. Sephisa leechi ingår i släktet Sephisa och familjen praktfjärilar. Inga underarter finns listade i Catalogue of Life.